# Polideportivo Diego Lobato
El polideportivo municipal Diego Lobato es un recinto multiusos cubierto situado en la ciudad de Huelva, en la calle Artesanos; entre las barriadas de Santa Marta y La Orden. A pesar de su antigüedad, es uno de los más grandes de la provincia, pudiéndose practicar en él una enorme cantidad de deportes (incluso dispone de piscina). Su uso lo explota el Ayuntamiento de Huelva, teniendo derecho cualquier persona a hacerse socia y disfrutar de las instalaciones.
No obstante, el polideportivo Diego Lobato es conocido por ser el pabellón en el que disputaba sus partidos el recreativo de Huelva-IES La Orden, club de bádminton que es el actual campeón de División de Honor, máxima categoría nacional.
Además, acoge anualmente el Gran Premio de Huelva, una de las cuatro pruebas puntuables para el Ranking Nacional; y fue sede de la 39.ª edición del Campeonato de España de bádminton (2010).